# Peter Benoit
Peter Leonard Leopold Benoit (Harelbeke, 17 de agosto de 1834 - Amberes, 8 de marzo de 1901) fue un compositor flamenco. Su nombre oficial era Pierre pero la administración belga rechazaba inscribir nombres neerlandeses. Más tarde, cambió su nombre a Peter y siempre firmó toda su obra con este nombre.

## Biografía
Su padre y un organista de Harelbeke le dieron la base de su educación musical. En 1851 comenzó a estudiar composición en el conservatorio de Bruselas con François-Joseph Fétis. En 1854 obtuvo un primer premio de composición y de armonía. En 1857 obtuvo el primer premio del Roma belga por su cantata Le meurtre d'Abel, un fet que le permitió al año siguiente hacer un viaje largo a Alemania durante el cual visitó Colonia, Bonn, Leipzig, Dresde, Berlín y Múnich. En este período comuso muchas obras y también escribió un ensayo  L'École de musique flamande et son avenir (trad.: El porvenir de la escuela de música flamenca) en una época en la cual la enseñanza en neerlandés si bien no estaba prohibida, no era muy fomentada ni subsidiada por el joven estado belga cuyos fundadores soñaban como monolingüe francófono.
En 1867 fue nombrado director de la orquesta del teatro les Bouffes-Parisiens, Jacques Offenbach era entonces el director.
Al volver a Bélgica será nombrado director de la Escuela Flamenca de Música de Amberes donde tuvo entre otros alumnos que más tarde serían conocidos en Emile Wambach, y que en 1898 consiguió el estatuto de conservatorio. Murió en 1901 en Amberes. En su memoria, la escuela de música de su ciudad natal se bautizó Stedelijke Muziekschool Peter Benoit.

## La música y la política de emancipación del pueblo flamenco
De acuerdo con el espíritu romántico, propagado por su ejemplo Richard Wagner quería crear una música que representaba el espíritu y la naturaleza del pueblo flamenco. Convirtiéndose así en exponente del movimiento europeo del nacionalismo musical, tal como Wagner en Alemania, Sibelius en Finlandia, Smetana en Chequia, el Grupo de los Cinco en Rusia y muchos otros. Escribió muchos ensayos y polémicas nacionalistas y emancipatorios. Estaba convencido de que la enseñanza debía ser en la lengua vernácula, en su caso era, pues, el neerlandés. Pensaba que la mejora de tipo por la ‘pureza’ de la naturaleza de un pueblo no se expresaba en ninguna parte mejor que a las canciones populares. Para conservarla, las utilizó en sus composiciones.
Durante toda su vida, trabajó para la enseñanza en neerlandés, para la música religiosa en la lengua vernácula, para una ópera flamenca, para teatros musicales populares en las pequeñas ciudades, para un festival y para la colaboración cultural con los Países Bajos. Estas ideas no complacieron mucho al gobierno ni a la administración belgas que odiaban al estado vecino del cual acababan de escindirse solamente cuatro años antes del nacimiento de Benoit (1830).
Benoit soñaba con una música identitaria, diferente de la francesa o alemana, un sueño que no realizó, pues sus mejores obras no son mucho más flamencas que francesas o alemanas. Sus oratorios más importantes son De Schelde (El Escalda) y Lucifer, este último fue una derrota total cuando se produjo en Londres en 1888.

## Obra

### Teatro musical
- 1855 De Belgische Natie, drama lírico, letra de Jacob Kats
- 1856 Het dorp in 't gebergte, ópera, letra de Jacob Kats
- 1859 De Elzenkoning - Le Roi des Aulnes ópera de un acto
- 1864 Isa, ópera, letra de Emmanuel Hiel
- 1871 't Leven is Liefde, letra de Johan Alfried De Laet
- 1876 Charlotte Corday, Drama lírico en 5 actos, letra de Ernest Van der Ven
- 1876 De Pacificatie van Gent, drama lírico en 5 actos, letra de Emiel Van Goethem
- 1879 Joncvrouw Kathelijne, teatro romántico dramátic, poema de Julius De Geyter
- 1886 Juicht met ons (Buls cantata), teatro popular, letra de Emmanuel Hiel
- 1892 Karel van Gelderland, drama lírico en 5 actos, letra de Frans Gittens
- 1893 Het Meihef, pastorale cantada en 3 actos, letra de Julius De Meester
- 1895 Pompeïa, ópera en 5 actos, letra de Frans Gittens
- 1897 Sterftoneel van Van Blek, parlando lírico para pequeña orquesta, letra de Frans Gittens

### Oratorios
- 1857 Abels moord (Le meurtre d'Abel), letra de Clemens Wytsman, Prix de Rome
- 1865 Prometheus, letra de Emmanuel Hiel
- 1865 Lucifer, letra de Emmanuel Hiel
- 1868 De Schelde, letra de Emmanuel Hiel
- 1873 De Oorlog, letra de Jan Van Beers
- 1889 De Rijn, letra de Julius De Geyter

### Cantatas
- 1857 Le Meurtre d'Abel
- 1874 De Vlaamsche Leeuw, letra de Edmont Van Herendael
- 1874 Feestmarsch (cantata para teatro), letra de Emmanuel Hiel, con ocasión de la puesta de la primera piedra del Teatro Flamenco de Amberes
- 1875 De Leie, letra de Adolf Verriest
- 1877 Vlaanderens kunstroem (Cantata de Rubens), letra de Julius De Geyter
- 1878 De Wereld in! (cantatas para niños), letra de Julius De Geyter
- 1880 Hucbald, letra de Julius De Geyter
- 1880 Breidel-marsch, letra de Karel Victor Hippoliet de Quéker
- 1880 Triomfmarsch (El genio de la patria), letra de Julius De Geyter
- 1880 De muze der geschiedenis, letra de Julius De Geyter
- 1882 Hymnus aan de Schoonheid, letra de Emmanuel Hiel
- 1884 Kinderhulde aan een Dichter (Van Rijswijck-cantate), letra de Julius De Geyter
- 1885 Feestzang (Hymnus aan de Vooruitgang), letra de Jan Van Beers
- 1885 Domine salvum fac regem y Brabançonne,
- 1886 Treur- en triomfzang, (cantata Conscience), letra de Victor Alexis de la Montagne
- 1887 Stichting van het Gemeentehuis te Schaarbeek, poema sinfónico, letra de Emmanuel Hiel
- 1888 ""Hommatge al benvolgut senyor Polydoor De Keyser, Lord-Major de Londres llegando a su ciudad natal de Dendermonde, letra de Emmanuel Hiel
- 1888 Bienvenida de la ciudad de Bruselas al estimado señor Polydoor De Keyser, Lord-Major de Londres, el 9 de octubre de 1888, letra de Emmanuel Hiel
- 1893 Goedheil, letra de Constant Jacob Hansen
- 1897 Volkshulde aan een Dichter (Cantata Ledeganck), letra de Jan Bouchery

### Música corala cappella
- 1864 Mozes op den Sinaï, Según Alphonse de Lamartine, doble coro masculino
- 1877 Antwerpen, lletra de Frans de Cort, triple coro masculino
- 1879 Het Dietsche Bloed, lletra de Constant Jacob Hansen, coro mixto
- 1886 De Maaiers, lletra de Napoleon Destanberg, doble y triple coro masculino
- 18?? Aan de Goede Negen, coro masculino
- 18?? Welkom, lletra de Virginie Loveling para soprano, alto y bajo

### Música religiosa
Tetralogía (1859-1863):
- 1859 Kerstmis (trade: Nadal)
- 1860 Messe solennelle
- 1862 Te Deum
- 1863 Requiem
- 1871 Drama Christi
- 1871 Onze Vader
- 1858 Ave Maria
- 18?? Kleine Mis (Misa pequeña)
- 1859 32 cantos latinos (motetes),
- 1871 Ave Maria, marcha de obsequio

### Obras diversas
- Concierto para flauta y orquesta, poema sinfónico, opus 43a
- Concierto para piano y orquesta',' poema sinfónico, opus 43b
- Le roi des aulnes
- Opgewekt, para oboe solo

## Otros proyectos
- Wikimedia Commons alberga una categoría multimedia sobre Peter Benoit.

- Datos: Q733063
- Multimedia: Peter Benoit / Q733063